# Jerstedt
Jerstedt ist ein Ortsteil der Kreisstadt Goslar im Landkreis Goslar in Niedersachsen.

## Geografie
Er liegt nördlich der Stadt und zu den nächsten Nachbarorten gehören Othfresen, Dörnten, Hahndorf, Astfeld, Bredelem und Langelsheim.

## Geschichte
Jerstedt war seit dem Mittelalter eines der größeren Dörfer im Vorharz-Gebiet des Hochstifts Hildesheim. Es zählt zu der Kulturlandschaft Vorharz (in dieser Gegend auch Nordharz genannt), die sich von umliegenden Landschaften in Niedersachsen durch die wirtschaftliche Einbeziehung der Bewohner in das Bergbau- und Hüttenwesen im und am eigentlichen Harzgebirge unterschied. Dies geschah durch Heranziehung der bäuerlichen Höfe zum Erz- und Holztransport zwischen Forst-, Bergbau- und Hüttenstandorten rund um Goslar (festgeschrieben 1548 nach weit älterer Vorlage). Auch die übrigen Einwohner waren durch das Fuhrmannswesen oft an das Wirtschaftsgeschehen um den Bergbau gekoppelt.
Neben der vorharztypischen Abhängigkeit vom Bergbau (ähnlich Vorharzer Bauerndörfern vom Ambergau bis ins Mansfeldische) unterschied Jerstedt ein bedeutendes Privileg von benachbarten Dörfern. Die Dorfschaft besaß als solche (noch jetzt als Realgemeinde) ein sehr wertvolles Stück Wald in den Harzbergen als unmittelbar eigenes Recht (jetzt Jerstedter Interessentenforst). Im Dorf selbst hatten die umliegenden Klöster bis zur Hildesheimer Stiftsfehde (1519/32) das Obereigentum an den meisten Höfen gewonnen, wurden dann aber von der damaligen braunschweigischen Herrschaft zurückgedrängt.
Wegebau brachte die sozialen Umwälzungen des 18./19. Jahrhunderts auch nach Jerstedt (das an der alten Straße Goslar-Hildesheim liegt, jetzt B6). Neben Bauern und Landhandwerker traten Chaussee-, dann auch Fabrik- und Bergarbeiter. Neue Zuströme stießen immer wieder auf privilegienbewußte Alt-Einwohner. Entsprechende soziale Reibereien brachten dem nationalsozialistischen Regime auch hier Anhänger. Andersdenkenden stand Schlimmes bevor. Hoch waren auch hier der Blutzoll, den einheimische (und später hier ansässige) Familien an den Zweiten Weltkrieg entrichten mussten, und der Leidensdruck auf die hierher Zivilverschleppten. Im Jahre 1945 wurden anrückende US-Truppen vom Kirchturm beschossen. Die zwei Handelnden kamen zu Tode, für das Dorf Jerstedt blieb es zum Glück bei Gebäudeschäden (die sehr alte Kirche blieb erhalten).
Nach Kriegsende überforderte zuerst der Zustrom v. a. ostdeutscher Vertriebener ab 1945/50 auch dieses Dorf, traf aber auf relativ günstige Bedingungen (da die Bauern das schlechte Land östlich des Orts relativ gern zur Übersiedlung aufgaben). Schließlich kamen Mittelstandsunternehmer und Eigenheimbauer dazu. Die bewohnte Fläche verdreifachte sich seit ca. 1940. Jerstedts Doppelprofil als Bauern- und Wohndorf ist bis heute spannungsreich, während die B6 als betonierte Überführung seit ca. 1976 die Ortslage teilt.
Bis zur endgültigen Auflösung der Ämter (1885) gehörte Jerstedt zum Amte Liebenburg (außer der französisch-westphälischen Zeit 1808/1813), dann zum Landkreise Goslar, und wurde am 1. Juli 1972 in die Stadt Goslar eingemeindet.

### Einwohnerentwicklung
Jerstedt hatte am 1. April 1939 860 Einwohner. Nach dem Zweiten Weltkrieg vermehrten sich diese durch die Eingliederung von Flüchtlingen auf 1526 am 1. November 1946. Im Jahre 1950 wurden Pläne für ein Gewerbegebiet erstellt. Daraus entstanden die Gebiete Jerstedt Ost I (1962), Ost II (1963–66), Ost III (1973) und Ost IV (1996).
Am 1. Januar 1966 zählte Jerstedt 1326 Einwohner. Zu dieser Zeit erfolgte eine Ansiedlung von mehreren gewerblichen Betrieben. Es lebten bereits 1826 Einwohner im Dorf und 1991 waren es 1853 Menschen. Am 31. Dezember 2001 stieg die Zahl der Bewohner auf 2127. Am 3. September 2013 lebten in Jerstedt 2090 Menschen.
| Entwicklung | Jahr  | Einwohner |
| --- | ----- | --------- |
| Die zur Anzeige dieser Grafik verwendete Erweiterung wurde dauerhaft deaktiviert. Wir arbeiten aktuell daran, diese und weitere betroffene Grafiken auf ein neues Format umzustellen. (Mehr dazu) |       |           |
| 1939 | 860   |           |
| 1946 | 1.526 |           |
| 1961 | 1.220 |           |
| 1966 | 1.326 |           |
| 1970 | 1.510 |           |
| 1991 | 1.853 |           |
| 2001 | 2.127 |           |
| 2011 | 2.017 |           |
| 2013 | 2.090 |           |
| 2014 | 2.105 |           |
| 2016 | 1.971 |           |
| 2017 | 1.972 |           |
| 2018 | 2.005 |           |

## Politik

### Wappen
Das Wappen von Jerstedt stellt eine rot/silberne Tanne dar. Ein ovales Gerichtssiegel aus dem 18. Jahrhundert zeigt eine Tanne mit beiderseits vier Ästen auf einem Zweiberg. Auch der Söldner Henneke de Gherstede führte 1362 das Wappen in seinem Siegel. Diese „Hofmarke“ ist der Tanne im Gerichtssiegel schon auffallend ähnlich. Auch der frühere große Waldbesitz Jerstedts gibt dem Wappenzeichen seine Bedeutung.

## Sehenswürdigkeiten
- Evangelisch-lutherische Dorfkirche St. Lukas, im Bau romanisch angelegt, gotisch ausgebaut, barock erweitert. Zu dieser Phase gehören die einmaligen Buntglasfensterscheiben von 1704/12, mit denen sich damalige Bauernfamilien verewigten. Der Innenausbau mit bemalten Priechen ist noch ganz barock.
- Dorfbach, der sich romantisch durch Jerstedt schlängelt.

## Vereine und Organisationen
Zu den örtlichen Vereinen gehören u. a. die TSG Jerstedt von 1888 e. V., die Freiwillige Feuerwehr Jerstedt, sowie der Stadtteilverein Jerstedt e. V. und der Schützenverein Jerstedt e. V. von 1971.

## Wirtschaft und Infrastruktur
Im Nordosten von Jerstedt liegt heute ein Gewerbegebiet mit Einkaufsmärkten, einem Dentalunternehmer, Speditionen, Versandhändlern etc.

### Verkehr
Die Bundesstraße 6, welche die Goslar im Süden mit Salzgitter-Bad im Norden durchquert Jerstedt, teils auf vier Fahrstreifen. Unter dem Brückenbauwerk der Bundesstraße 6 verläuft die Kreisstraße 1, welche nach Langelsheim im Westen und Hahndorf im Osten führt.
Im Osten von Jerstedt verläuft die Bahnstrecke Hildesheim–Goslar. Nächstgelegener Bahnhof ist der Bahnhof Goslar. Über eine Regionalbus-Linie ist Jerstedt an die Innenstadt Goslars und Salzgitter-Bad angebunden.

## Persönlichkeiten

### Söhne und Töchter des Ortes
- Hermann Ahrens (1902–1975), ehemaliger Wirtschafts-, Verkehrs- und Finanzminister von Niedersachsen